# Литвицкий, Пётр Францевич
Пётр Францевич Литвицкий (род. 1 сентября 1947 года) — советский и ведущий российский патофизиолог, член-корреспондент РАМН (2002), член-корреспондент РАН (2014).

## Биография
Родился 1 сентября 1947 года.
В 1965 году с отличием окончил медицинское училище, в 1972 году — с отличием 1-й ММИ имени И. М. Сеченова.
С 1972 года работает в 1-м ММИ (ММА) имени И. М. Сеченова, Сеченовском Университете: от обучения в аспирантуре до профессора; от начальника отдела интернатуры, ординатуры, аспирантуры и докторантуры; декана факультета подготовки кадров высшей квалификации до проректора по учебной работе (с 2000 года), проректора (2011−2016), а затем — начальника Управления по международной деятельности Сеченовского Университета.
В 1975 году защитил кандидатскую диссертацию на тему «Злокачественные опухоли и нефрогенная гипертензия (экспериментальное исследование)» (руководитель — А. Х. Коган); в 1989 году — докторскую диссертацию, посвященную механизмам развития и принципам патогенетической терапии регионарной транзиторной коронарной недостаточности (коронарного синдрома).
В 1991 году избран на альтернативной основе заведующим кафедрой патофизиологии ММА имени И. М. Сеченова.
В 2002 году избран членом-корреспондентом РАМН.
В 2014 году стал членом-корреспондентом РАН (в рамках присоединения РАМН и РАСХН к РАН).
Профессор Литвицкий был в числе организаторов медико-технического отделения на базе 1-го ММИ (совместно с МВТУ имени Н. Э. Баумана), готовившего специалистов по биомедицинской технике, один из авторов концепции системы высшего медико-технического образования в России.
Получены гранты фондов Раппопорта (Швейцария), Сороса (США), Ученого совета ММА им. И. М. Сеченова

## Научная деятельность
Специалист в области экспериментальной и клинической патофизиологии.
Ведет исследования и сформировал научные представления о: = реперфузионном кардиальном синдроме и о коронарной недостаточности как о совокупности двух синдромов ― ишемического и реперфузионного, а не одного ишемического, как считалось ранее; = ключевых механизмах повреждения и адаптации сердца при его ишемии и постишемической реперфузии; = принципах и методах лечения и профилактики транзиторной коронарной недостаточности; = феноменах и механизмах потенцирования канцерогенеза при артериальной гипертензии и торможения её развития в условиях роста злокачественного новообразования; = закономерностях избыточной генерации и ключевой роли активных форм кислорода при атерогенезе у человека, а также о методах его фармакологической коррекции; = роли цитокинов в перепрограммировании мононуклеарных клеток на авторской экспериментальной модели системного артрита (патент); = лиганд-рецепрорных взаимодействиях апоптоз-индуцирующих молекул у пациентов с ишемическим инсультом; = механизмах развития брадикардии при воздействии на головной мозг лазерного излучения с определённой длиной волны.
Автор более 500 публикаций, семи изданий учебно-методического комплекса «Патофизиология» для системы медицинского образования.

## Награды
- Орден Дружбы (2008)[2]
- Медаль ордена «За заслуги перед Отечеством» II степени (1998)[3]
- Медаль «В память 850-летия Москвы»
- Знак «Отличник здравоохранения»
- Диплом Президиума АМН СССР имени М. П. Кончаловского за лучшую научную работу 1987 г.
- Диплом Президиума РАМН имени А. А. Богомольца за лучшую научную работу 2010 г.
- медали ВДНХ СССР «За успехи в науке»